# Сима Комненовић
Сима (Ђоке) Комненовић (Никшић, 9. мај 1882 — ?, ?) био је српски официр. Двоструки је носилац Карађорђеве звезде са мачевима.

## Биографија
Рођен је 9. 5. 1882. године у селу крај Никшића у Црној Гори од оца Ђока и мајке Митре. Његова фамилија се доселила у Селиште код Куршумлије одакле је и кренуо у ратове. У архиву Војноисторијског института у Београду је сачувен списак од 9.најхрабријих официра Гвозденог пука са кратким описом јуначких дела. Међу њима је и Сима и наведена су два његова подвига:

У борбама на левој обали Црне Реке, код села Сливнице, 25. 9. 1916. године, приликом јуриша на непријатељске положаје са својим водом извршио је налет на леви бок непријатеља и том приликом лично убио два непријатељска официра, заробио једног официра и 120 војника и запленио 3 митраљеза. Овим је омогућио да његов батаљон изврши успешан јуриш... 

Приликом борби на Каменитој Коси 6. 10. 1916. године, са својим водом први је ускочио у непријатељски ров и бомбама и бајонетском борбом натерао непријатеље у панично бекство а затим са водом извршио најенергичније гоњење при чему је предњачио.

У борбама на Црној Реци је зарадио официрски орден Карађорђеве звезде са мачевима четвртог реда, али је и теже рањен у леву ногу. 

Претходно је био рањен на Грленским висовима у рату са Бугарима 1913. године. пре официрског, зарадио је и Златни војнички орден КЗм и то за време борби са Аустријанцима на Церу и Колубари. Због тада показане храбрости и вештине у командовању унапређен је почетком 1915. године у чин резрвног потпоручника и примио је команду над водом, у чети чувеног јунака Ђорђа Миличића из Беле Воде код Прокупља. Поред две КЗм, одликован је орденом Белог орла са мачевима, са две Обилић медаље за храброст, руским орденом св.Ђорђа, 3 степена, орденом Југословенске круне 5.степена и свим споменицама.

После ратова, радио је као инвалид у монополу као службеник у Скопљу.